# راداو
راداو (به آلمانی: Radau) یک رود در آلمان است که در گسلار واقع شده‌است.